# 1998–1999-es dán labdarúgó-bajnokság (első osztály)
Az 1998–1999-es Danish Superliga volt a 9. alkalommal megrendezett, legmagasabb szintű labdarúgó-bajnokság Dániában.
A címvédő a Brøndby volt. A szezont az Aalborg csapata nyerte, a bajnokság történetében másodjára.

## Tabella
| Hely. | Csapat            | M  | Gy | D  | V  | G+ | G– | Gk  | P  | Továbbjutás vagy kiesés         |
| ----- | ----------------- | -- | -- | -- | -- | -- | -- | --- | -- | ------------------------------- |
| 1.    | Aalborg (B)       | 33 | 17 | 13 | 3  | 65 | 37 | +28 | 64 | BL, 3. selejtezőkör             |
| 2.    | Brøndby           | 33 | 19 | 4  | 10 | 73 | 37 | +36 | 61 | BL, 2. selejtezőkör             |
| 3.    | Akademisk         | 33 | 17 | 5  | 11 | 49 | 36 | +13 | 56 | UEFA-kupa, 1. kör               |
| 4.    | Lyngby            | 33 | 14 | 10 | 9  | 55 | 60 | −5  | 52 | UEFA-kupa, selejtező            |
| 5.    | Herfølge          | 33 | 12 | 11 | 10 | 44 | 36 | +8  | 47 | Intertotó-kupa, 1. forduló      |
| 6.    | Vejle             | 33 | 14 | 5  | 14 | 54 | 48 | +6  | 47 |                                 |
| 7.    | København         | 33 | 12 | 10 | 11 | 55 | 52 | +3  | 46 | Intertotó-kupa, 2. forduló      |
| 8.    | Viborg (F)        | 33 | 13 | 5  | 15 | 61 | 59 | +2  | 44 |                                 |
| 9.    | Silkeborg         | 33 | 10 | 14 | 9  | 52 | 53 | −1  | 44 |                                 |
| 10.   | Aarhus            | 33 | 11 | 10 | 12 | 45 | 55 | −10 | 43 |                                 |
| 11.   | Aarhus Fremad (K) | 33 | 7  | 8  | 18 | 51 | 73 | −22 | 29 | Kiesett a Danish 1st Divisionbe |
| 12.   | B.93 (F, K)       | 33 | 3  | 3  | 27 | 22 | 80 | −58 | 12 | Kiesett a Danish 1st Divisionbe |

## Statisztikák

### Góllövőlista
| Rank | Player            | Club      | Goals |
| ---- | ----------------- | --------- | ----- |
| 1    | Heine Fernandez   | Viborg    | 23    |
| 2    | Chris Hermansen   | Akademisk | 19    |
| 2    | Ebbe Sand         | Brøndby   | 19    |
| 4    | Søren Hermansen   | Lyngby    | 18    |
| 5    | Søren Frederiksen | Aalborg   | 17    |
| 6    | Carsten Fredgaard | Lyngby    | 16    |
| 6    | Henrik Pedersen   | Silkeborg | 16    |
| 8    | David Nielsen     | København | 15    |
| 9    | Kaspar Dalgas     | Vejle     | 13    |
| 10   | Bo Hansen         | Brøndby   | 12    |
| 10   | Bo Nielsen        | Aarhus    | 12    |